# Towarzystwo afrykańskie (Kraków)
Towarzystwo afrykańskie – stowarzyszenie katolickie działające w Krakowie w latach 1890–1897.

## Historia
Biskup Algierii i prymas Afryki Charles Lavigerie zaapelował o wsparcie w celu zwalczania niewolnictwa na tym kontynencie. Odpowiedzią było powstawanie Towarzystw afrykańskich. Większość z nich zajmowała się gromadzeniem pieniędzy na cele misyjne, ale niektóre jak np. belgijskie wysyłały zbrojne wyprawy do Afryki. Pierwsze Towarzystwa powstały w 1888 roku. Do najstarszych należały: belgijskie, francuskie i niemieckie. Rok później powstało w Rzymie Towarzystwo włoskie z filiami w Palermo, Mediolanie i Neapolu. Na terenie Austro-Węgier powstało 5 samodzielnych towarzystw. W lutym 1889 roku powstały towarzystwa w Mikulovie na Morawach, w Salzburgu, w marcu w Krakowie, w grudniu w Ołomuńcu, a w 1890 roku w St. Pölten.
Pełna nazwa krakowskiego towarzystwa brzmiała: Towarzystwo przeciw niewoli w Afryce. Założycielką była Maria Teresa Ledóchowska. W ciągu 9 miesięcy istnienia towarzystwo zebrało 700 złotych. Prezydentką była hrabina Maria Broel-Plater, a moderatorem o. Stanisław Załęski. Stowarzyszenie powstało na wzór wiedeńskiego, które wydawało pismo „Echo aus Africa”. Wydawcą polskiej wersji pisma noszącego tytuł „Echo z Afryki” była Ledóchowska posługująca się pseudonimem Aleksander Halka. Pismo zaczęło wychodzić w 1893 roku w Krakowie. Aby zostać członkiem stowarzyszenia należało wpłacać rocznie co najmniej 50 centów, a z prenumeratą pisma „Echo z Afryki” składka wynosiła 1 zł. Na początku 1893 roku Towarzystwo miało filie w Rzeszowie, Tarnopolu i Czerniowcach. W lutym 1894 za zgodą miejscowego biskupa powstała filia we Lwowie. Kierownikiem duchownym został o. Budowanie, prezydentką Zofia Matkowska, kasjerką Leonia Chamiec, a wśród członków znalazły się: arcyksiężna Blanca, hr. Cecylia Badeni, hr. Mniszech-Borkowska i hr. Maria Fredro.
W marcu 1897 roku podczas spotkania z udziałem Marii Ledóchowskiej podjęto decyzję o rozwiązaniu Towarzystwa afrykańskiego. Członkowie wpisali się do Sodalicji św. Piotra Klawera, która również przejęła zgromadzone fundusze.